# Stazione di Rokugō
La stazione di Rokugō (六合駅 Rokugō-eki?) è una stazione ferroviaria della città di Shimada, nella prefettura di Shizuoka in Giappone. La stazione è servita dalla linea principale Tōkaidō della JR Central.

## Linee
JR Central
■ Linea principale Tōkaidō

## Caratteristiche
La stazione di Rokugō possiede due marciapiedi laterali serventi due binari in superficie, ed è dotata di tornelli automatici di accesso ai binari che supportano la tariffazione elettronica TOICA.
| 1 | ■ Linea principale Tōkaidō | per Shizuoka, Atami, Yokohama e Tokyo |
| 2 | ■ Linea principale Tōkaidō | per Kakegawa, Hamamatsu e Toyohashi   |

## Stazioni adiacenti
| «                                     | Servizio                              | »                                     |
| Linea principale Tōkaidō (JR Central) | Linea principale Tōkaidō (JR Central) | Linea principale Tōkaidō (JR Central) |
| ------------------------------------- | ------------------------------------- | ------------------------------------- |
| Fujieda                               | Locale                                | Shimada                               |
| L'Homeliner non ferma                 |                                       |                                       |